# Славко Загорац
Славко Загорац (босн. Slavko Zagorac, 30 квітня 1909, Гламоч  — 14 лютого 1988, Сараєво) — югославський футболіст, що грав на позиції захисника. Відомий виступами за клуб «Славія» (Сараєво) і національну збірну Югославії. Один з найкращих футболістів Боснії і Герцеговини.

## Клубна кар'єра
У юнацькі роки грав у клубах «Балкан» (Баня-Лука) і «Країшник» (Баня-Лука). 1926 року приєднався до складу футбольного клубу «Славія» (Сараєво). Виступав у молодіжній команді, а з 1927 по 1941 рік у основній. Багаторазовий чемпіон Сараєва. Мав атлетичну статуру, грав безстрашно і жорстко, добре обирав позицію і вдало діяв персонально, а також сильно грав головою. Його постійним багаторічним партнером по лінії захисту клубу був Здравко Павлич. 
В 1936 році став срібним призером першості Югославії. Того року команди були поділені на п'ять груп, переможці яких виходили у фінальний турнір, де мало виступати 8 команд. «Славія» попередньо не вийшла у фінальний турнір, посівши третє місце у групі. Через суперечності між клубами фінальний турнір не був проведений. Ряд сильних команд відмовились грати. Організатори вирішили розіграти титул чемпіона між клубами, що залишились за кубковою системою. У підсумку «Славія» дісталась фіналу, де поступилась команді БСК — 0:0, 0:1. На рахунку Загораца 8 матчів у кубковому турнірі. 
Фіналіст Зимового кубка 1939 року — передвісника кубка Югославії. Турнір проводився взимку 1938—1939 років. «Славія» перемогла загребські ХАШК (0:1, 3:0) і «Конкордію» (2:2, 2:0), а також пройшла в півфіналі 
«Граджянські» завдяки технічній перемозі. Здравко виступав у цих матчах, але не грав у фінальних поєдинках проти «Югославії» (1:5, 0:0), що були зіграні через рік у січні 1940 року.
Ще раз став призером чемпіонату Югославії у сезоні 1939-1940. 20 найсильніших команд були поділені на дві групи - сербську і хорватсько-словенську. «Славія» стала третьою у сербській лізі, а потім також посіла третє місце і у фінальному турнірі для шести команд. На рахунку Славко участь в усіх 10 матчах у фінального турніру, у яких він забив 1 гол.
Завдяки третьому місцю у чемпіонаті, «Славія» отримала можливість виступити у престижному центральноєвропейському Кубку Мітропи 1940, у якому того року брали участь лише клуби з Угорщини, Югославії і Румунії, через початок Другої світової війни. У чвертьфіналі «Славія» зустрічалась з сильним угорським «Ференцварошем». В домашньому матчі команда з Сараєво сенсаційно перемогла з рахунком 3:0, завдяки двом голам найбільш відомого нападника клубу Милана Райлича і голу Бранко Шаліпура. У матчі-відповіді лідер «Ференцвароша» Дьордь Шароші, який не грав у першій грі, забив 4 голи, а його команда перемогла з рахунком 11:1 і вийшла у півфінал. 
Загалом у складі клубу «Славія» зіграв близько 500 матчів.
В 1945 році Загорац був тренером збірної республіки Боснія і Герцеговина у першому післявоєнному чемпіонаті Югославії. Боснія і Герцеговина з рахунком 1:6 програла Хорватії.
У 1951 році був тренером клубу «Желєзнічар» (Сараєво). Також неодноразово ставав на тренерський місток клубу «Сараєво»
Проживав у Сараєво, де помер у 1988 році у віці 79 років.

## Виступи за збірну
Був кандидатом у збірну, що відправлялась у 1930 році на перший чемпіонат світу у Монтевідео, але відмовився від цієї довготривалої поїздки через навчання. Дебютував у національній команді в 1932 році в матчі проти Іспанії (1:2). В 1933 році був срібним призером Балканського кубка. Югославська збірна перемогла Грецію (5:3) і Болгарію (4:0), але поступилась Румунії (0:5). Останній сьомий матч у збірній зіграв у 1938 році проти Румунії.
| Дата       | Місто    | Господарі  | Результат | Гості     | Турнір               | Голи | Примітки |
| ---------- | -------- | ---------- | --------- | --------- | -------------------- | ---- | -------- |
| 24.04.1932 | Ов'єдо   | Іспанія    | 2 – 1     | Югославія | товариський матч     | -    |          |
| 03.05.1932 | Лісабон  | Португалія | 3 – 2     | Югославія | товариський матч     | -    |          |
| 05.06.1932 | Белград  | Югославія  | 2 – 1     | Франція   | товариський матч     | -    |          |
| 03.06.1933 | Бухарест | Греція     | 3 – 5     | Югославія | Балканський кубок    | -    |          |
| 07.06.1933 | Бухарест | Болгарія   | 0 – 4     | Югославія | Балканський кубок    | -    |          |
| 11.06.1933 | Бухарест | Румунія    | 5 – 0     | Югославія | Балканський кубок    | -    |          |
| 06.09.1938 | Белград  | Югославія  | 1 – 1     | Румунія   | Кубок Едуарда Бенеша | -    |          |
| Усього     |          | Матчів     | 7         |           | Голів                | 0    |          |

### Статистика виступів у кубку Мітропи
| №                      | Розіграш               | Стадія                 | Дата та місце проведення | Команда 1              | Рахунок | Команда 2        | Голи |
| ---------------------- | ---------------------- | ---------------------- | ------------------------ | ---------------------- | ------- | ---------------- | ---- |
| 1                      | 1940                   | 1/4                    | 19.06.1940 Сараєво       | Славія (Сараєво)       | 3:0     | Ференцварош      |      |
| 2                      | 1940                   | 1/4                    | 23.06.1940 Будапешт      | Ференцварош            | 11:1    | Славія (Сараєво) |      |
| Всього у кубку Мітропи | Всього у кубку Мітропи | Всього у кубку Мітропи | Всього у кубку Мітропи   | Всього у кубку Мітропи | 2       |                  | 0    |

## Трофеї і досягнення
- Срібний призер чемпіонату Югославії: 1936
- Бронзовий призер чемпіонату Югославії: 1940
- Фіналіст Зимового кубка Югославії: 1939
- Срібний призер Балканського кубка: 1933